# Vinuesa
Vinuesa – gmina w Hiszpanii, w prowincji Soria, w Kastylii i León, o powierzchni 143,06 km². W 2011 roku gmina liczyła 975 mieszkańców.